# Nationalstraße 15 (Japan)
Die Nationalstraße 15 (jap. 国道15号, Kokudō 15-gō) ist eine wichtige Straße in Japan und durchquert die japanische Hauptinsel Honshū von Chūō im Zentrum Tokios bis Yokohama. Sie zweigt an der Nihonbashi von der Nationalstraße 1 ab und trifft in Yokohama wieder auf diese. Damit stellt sie eine Alternativroute für die 1 dar. Ihr Trasse liegt östlich der Nationalstraße 1. Festgelegt wurde sie am 4. Dezember 1952. Seit dem 18. Mai 1953 zweigen von ihr im Verlauf von Nord nach Süd die Nationalstraßen 130 bis 132 ab, welche zum Zeitpunkt dieser Festlegung keine Kreuzung mit einer anderen Nationalstraße hatten.

## Verlauf
- Präfektur Tokio
  - Chūō – Minato – Shinagawa – Ōta
- Präfektur Kanagawa
  - Kawasaki – Yokohama